# Auguste Arnaud
Charles Auguste Arnaud (La Rochelle, 22 de agosto de 1825 - ?, 6 de septiembre de 1883) conocido como Auguste Arnaud, fue un escultor francés.

## Datos biográficos
Comienza su formación artística en la Escuela regional de Bellas Artes de Angers, trasladándose posteriormente a París, gracias a una beca de su departamento territorial en el taller del escultor François Rude. Este mismo le presentó en 1842 como candidato para la entrada en la École des beaux-arts de Paris. Expuso regularmente en el Salón de 1846 a 1865.

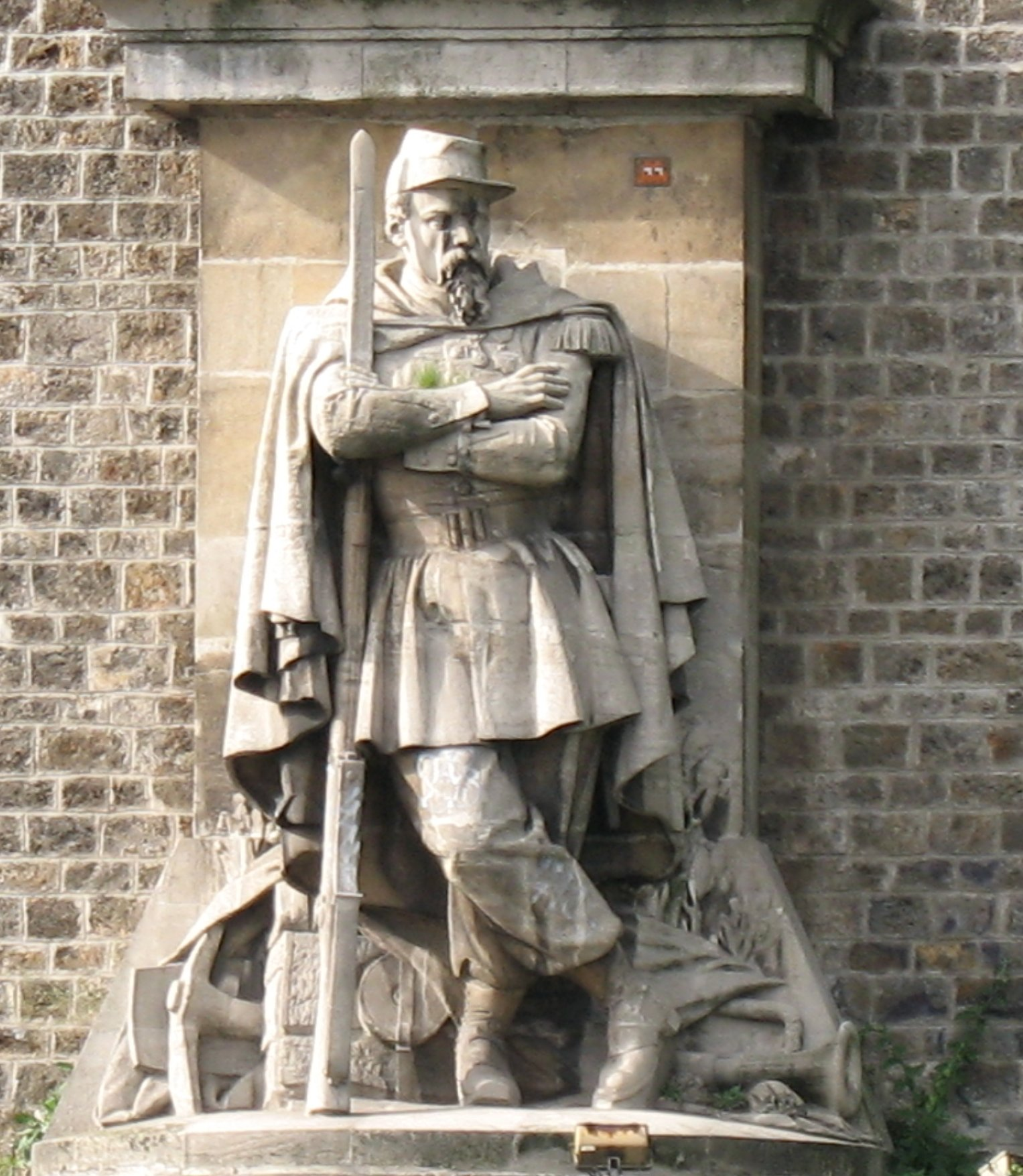
Le chasseur à pied del puente del Alma, 1856, trasladada a la redoute de Gravelle, en el bois de Vincennes

Autor de numerosos bustos , entre ellos el del conde de Clarac (encargo de 1852 para el museo del Louvre), del arquitecto Fontaine (1854 - 1858), de Ferdinand de Lesseps o del compositor Halévy, Arnaud realizó igualmente obras monumentales : Le Chasseur à pied y L'Artilleur para el puente del Alma en 1856 - 1857, simbolizando, como El Zuavo y El Granadero del escultor Georges Diebolt, la victoria de Francia y de sus aliados en el Alma durante la guerra de Crimea el 20 de septiembre de 1854. Diseñó en 1852, para la catedral de Sées en el Orne, el tímpano y las treinta y cinco estatuas relativas a la historia de la Virgen y, para La Rochelle, su ciudad natal, en 1853, un monumento de M. Fleuriau de Bellevue (busto y bajorrelieves en bronce).
No pudo obtener el encargo de la estatua del rey de Portugal Don Pedro II que había sido objeto de un concurso organizado en 1858, y afectados por el fracaso de su estatua Venus, con el pelo de oro - Vénus aux cheveux d'or, a pesar de su compra por parte del emperador Napoleón III durante el salón de 1863, Arnaud poco a poco se hunde en la locura. Murió repentinamente en un accidente de tren en 1883. 

## Obras

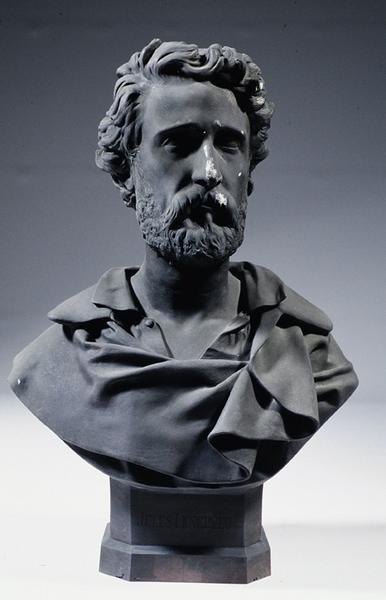
Busto de Jules Eugene Lenepveu (1819-1898).

- Retrato del conde Charles Othon Frédéric Jean-Baptiste de Clarac, conservador de las antigüedades del Louvre (1777 - 1847) (1854), busto en hermès, mármol, París, museo del Louvre
- Retrato de Pierre François Léonard Fontaine, arquitecto del Louvre (1762 - 1853) (1857), busto en hermès, mármol, París, museo del Louvre
- Busto de Jules Eugene Lenepveu (1819-1898). Conservado en el Museo de Bellas Artes de Angers.[1]
- Busto del rey Enrique IV de Francia , encargo de Napoleón III ; ejecutado a partir de la máscara mortuoria moldeada del natural en 1793, durante la violación de las tumbas de Saint-Denis ; otro busto en bronce, presentado en el Salón de 1857 (no 2718) adornó el palacio de las Tullerías.[2]

## Recursos
- Geneviève Bresc-Bautier, Isabelle Leroy-Jay Lemaistre (bajo la dirección de Jean-René Gaborit, con la colaboración de Jean-Charles Agboton, Hélène Grollemund, Michèle Lafabrie, Béatrice Tupinier-Barillon), Musée du Louvre. département des sculptures du Moyen Âge, de la Renaissance et des temps modernes. Sculpture française II. Renaissance et temps modernes. vol. 1 Adam - Gois, Éditions de la Réunion des musées nationaux, París, 1998

Notas y referencias
1. ↑   Base Joconde Ficha del Busto de Lenepveu (en francés). Consultada el 25/6/2012.
2. ↑   Base Joconde Ficha del Busto de Enrique IV (en francés). Consultada el 9/1/2013.

- Esta obra contiene una traducción  derivada de «Auguste Arnaud» de Wikipedia en francés, publicada por sus editores bajo la Licencia de documentación libre de GNU y la Licencia Creative Commons Atribución-CompartirIgual 4.0 Internacional.

Enlaces externos
- Base Joconde. «Obras de Auguste Arnaud» (en francés).
- Wikimedia Commons alberga una categoría multimedia sobre Auguste Arnaud.

- Datos: Q2871041
- Multimedia: Auguste Arnaud / Q2871041